# Pavillon de New York (1893)
Le pavillon de New York est un bâtiment éphémère de la fin du XIXe siècle construit dans le cadre de l'Exposition universelle de 1893 qui s'est tenue à Chicago, aux États-Unis.

## Histoire
La cérémonie d'inauguration a lieu le 22 octobre 1892, durant une semaine qui en compte plusieurs autres pour d'autres pavillons d'États étatsuniens.